# Ludwig von Erlichshausen

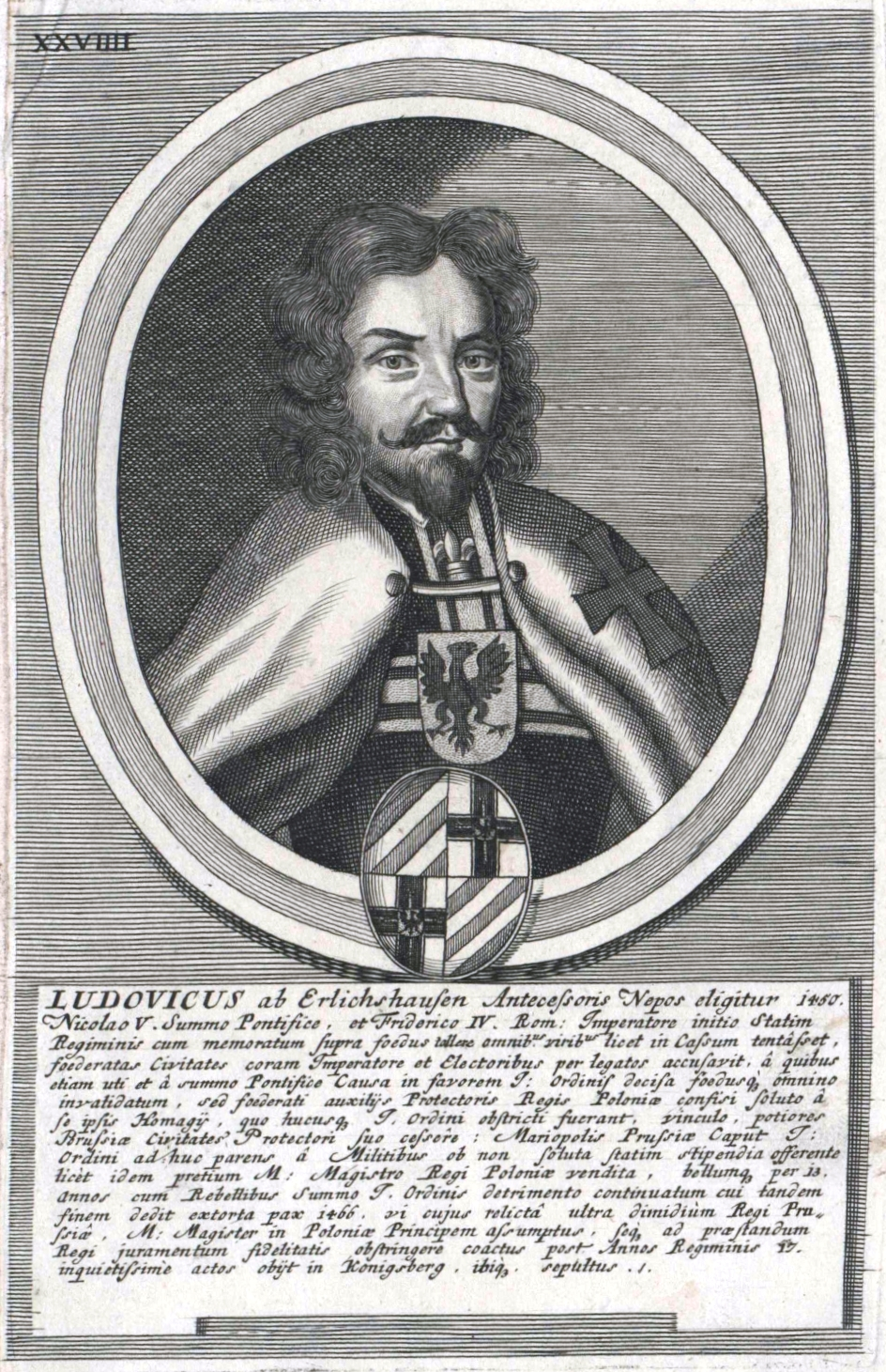
Ludwig von Erlichshausen

Hochmeisterwappen Ludwigs von Erlichshausen

Ludwig von Erlichshausen (auch Ludwig von Ellrichshausen; * um 1410 oder 1415; † 4. April 1467 in Altstadt (Königsberg)) war von 1450 bis 1467 Hochmeister des Deutschen Ordens. 

## Leben
Ludwig von Erlichshausen stammte aus einem Ministerialengeschlecht (auch Ellrichshausen) in Hohenlohe (Raum Crailsheim/Feuchtwangen). Konrad von Erlichshausen war ein Vetter.
Ludwig trat 1434 dem Orden bei. Zunächst war er Vogt von Leske, dann Vogt von Grebin und Leipe. Von 1436 bis 1440 war er Kompan des Hochmeisters Paul von Rusdorf. Die Position des Komturs von Schönsee bekleidete er von 1442 bis 1447 und die des Komturs von Mewe von 1446 bis 1450.
Am 21. März 1450 wurde er zum 31. Hochmeister gewählt. Als eher schwache Persönlichkeit stand er unter dem Einfluss der kompromisslosen Gebietiger unter Führung des Obersten Spittlers Heinrich Reuß von Plauen. Der Orden kämpfte gegen die Preußischen Stände und suchte die Abrechnung mit dem Preußischen Bund. Schon Ende 1450 geriet Ludwig von Erlichshausen durch Ungeschicklichkeiten zwischen die Fronten eines Streites zwischen dem Bund und dem Heiligen Stuhl. Das bedeutete einen Verlust an Glaubwürdigkeit und Durchsetzungsfähigkeit. Er erreichte 1453 nach langem Streit zwar von Reichstag und Kaiser die Aufhebung des Preußischen Bundes, veranlasste damit aber dessen Rebellion und führte das Land in den Dreizehnjährigen Krieg.
Die nach der Schlacht bei Konitz 1454 entstandene für den Orden günstige Lage verstand Ludwig nicht zu nutzen und einen vernünftigen Ausgleich mit den Landständen herbeizuführen. Der Krieg zog sich noch jahrelang ergebnislos hin, bis nach der Niederlage in der  Schlacht bei Schwetzin und Zarnowitz der Orden mit seinen Mitteln am Ende war und 1466 den Zweiten Thorner Frieden schließen musste.
Dieser führte dazu, dass der Orden Pommerellen, das Kulmerland, das Ermland und einen Teil Pomesaniens an Polen abtreten und der Hochmeister dem polnischen König huldigen musste. Ludwig ist aber zu verdanken, dass das Gebiet des späteren Ostpreußens im Zweiten Thorner Frieden nicht wie Westpreußen polnisch wurde.
Die böhmischen Söldner unter Ulrich Czerwinka verkauften die ihnen verpfändete Ordensburg Marienburg 1457 widerrechtlich an den König von Polen (Kasimir IV. Andreas). Ludwig vertrieben sie nach seiner Eidesleistung. Die Stadt Marienburg verteidigte sich noch bis 1460. Schwer krank, rettete Ludwig sich mühsam durch Sümpfe und Wälder, über Haff und Weichsel nach Königsberg. 1457 nahm er seinen Wohnsitz in der Marschallwohnung im Nordflügel des Königsberger Schlosses. Er wurde im Königsberger Dom beigesetzt.